# Cola attiensis
Cola attiensis là một loài thực vật có hoa thuộc họ Sterculiaceae. Nó là loài đặc hữu của Bờ Biển Ngà. Chiết xuất từ loài cây này có đặc tính visceral antileishmanial.